# Lysiteles sorsogonensis
Lysiteles sorsogonensis es una especie de araña cangrejo del género Lysiteles, familia Thomisidae, orden Araneae.

## Distribución
Esta especie se encuentra en Filipinas.

## Taxonomía
Fue descrita científicamente por Barrion & Litsinger en 1995.
Tratamiento taxonómico
La especie aparece registrada y publicada en Riceland spiders of South and Southeast Asia. CAB International, Wallingford, UK 700 pp., 16 pls.